# الحتارش (بني حشيش)

تعديل مصدري - تعديل

الحتارش هي إحدى قرى عزلة ذى مرمر بمديرية بني حشيش التابعة لمحافظة صنعاء، بلغ تعداد سكانها 1524 نسمة حسب تعداد اليمن لعام 2004.